# جون فيترمان
جون فيترمان (15 أغسطس 1969 - )، سياسي أمريكي، عضو في الحزب الديمقراطي. انتخب عضوًا في مجلس الشيوخ في انتخابات 2022 عن ولاية بنسلفانيا بعد تغلبه على مرشح الحزب الجمهوري، محمد أوز، المدعوم من الرئيس السابق دونالد ترامب.
كعضو في الحزب الديمقراطي، شغل منصب نائب حاكم ولاية بنسلفانيا الرابع والثلاثين من عام 2019 إلى عام 2023 ورئيس بلدية برادوك بنسلفانيا من عام 2006 إلى عام 2019. يوصف فيترمان عمومًا بأنه تقدمي، يدافع عن الرعاية الصحية كحق لجميع المواطنين، وإصلاح العدالة الجنائية، وإلغاء عقوبة الإعدام، ورفع الحد الأدنى للأجور الفيدرالية إلى 15 دولارًا في الساعة، وإضفاء الشرعية على الحشيش.

## آراء سياسية

#### الصراع الإسرائيلي الفلسطيني

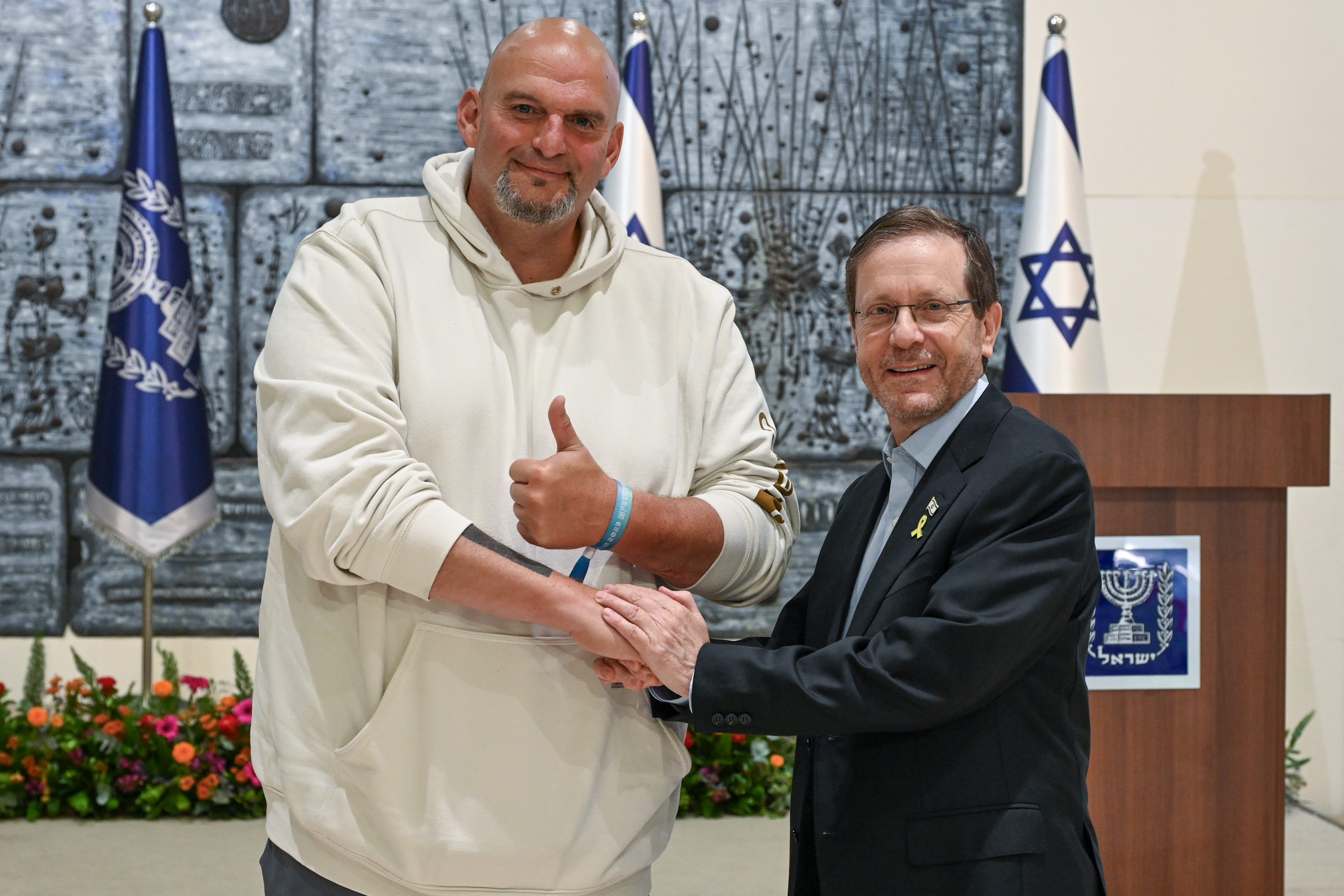
فيترمان مع الرئيس الإسرائيلي إسحاق هرتسوغ في 25 حزيران/يونيو 2024.

يدعم فيترمان بقوة العلاقات الإسرائيلية الأمريكية. خلال حملته الانتخابية، قال إنه بصفته عضوًا في مجلس الشيوخ الأمريكي، سوف "يعمل على تعزيز العلاقة بين الولايات المتحدة وإسرائيل". وأضاف أن العلاقة بين الولايات المتحدة وإسرائيل "علاقة خاصة تحتاج إلى الحماية والدعم والرعاية من خلال التشريعات وجميع الجهود الدبلوماسية المتاحة في المنطقة". يدعم المساعدات العسكرية الأمريكية لإسرائيل، بما في ذلك تمويل القبة الحديدية. انتقد فيترمان الديمقراطيين في الكونجرس الذين صوتوا ضد تمويل القبة الحديدية، واصفًا إياهم بـ"الهامشيين" و"المتطرفين". وقال إنه يدعم "حق إسرائيل في الدفاع عن نفسها" و"متحمس" في معارضته لـ حركة المقاطعة وسحب الاستثمارات وفرض العقوبات. ودعم قانون مكافحة المقاطعة الذي وقعه حاكم ولاية بنسلفانيا توم وولف والذي منع بنسلفانيا من إبرام عقود مع شركات تقاطع إسرائيل. بإعتباراة صهيوني تقدمي دعم حل الدولتين مع توسيع اتفاقيات إبراهيم، وهي الاتفاقيات العربية الإسرائيلية التي تم التوسط فيها خلال فترة إدارة ترامب الرئاسة الأولى. بحلول عام 2025، عارض فيترمان حل الدولتين، قائلاً في اجتماع مع رئيس منظمة جيه ستريت جيريمي بن عامي: "لا يمكنك إصلاح علبة حليب حامض" في إشارة إلى الفلسطينيين، وأنه لم يقابل قط شخصًا عربيًا يدين حماس. وجاء في ملاحظات الاجتماع: "تصحيح، لم يُدن حماس صراحةً إلا شخص عربي واحد التقى به وكان حاضرًا."
خلال حرب غزة، واصل فيترمان دعمه الثابت لإسرائيل، وألقى باللوم في الصراع بالكامل على حماس. انفصل بشكل ملحوظ عن الديمقراطيين من خلال دعمه القوي لإسرائيل في حرب غزة. وقال المعلقون إن آراءه بشأن إسرائيل تحولت إلى اليمين منذ بداية الصراع وأصبحت أكثر انسجاما مع آراء الجمهوريين. عندما واجهه المتظاهرون المؤيدين لفلسطين خارج مبنى الكابيتول الأمريكي، لوح بعلم إسرائيل. في حادثة منفصلة، أخبرت فيترمان ناشطة مؤيدة لفلسطين أنها يجب أن "تحتج على حماس" بدلاً من إسرائيل. وقد ألقى باللوم على تيك توك في خلق تصورات "مشوهة" للصراع وتوسيع الانقسامات. عندما هدد بايدن بحجب بعض إمدادات الأسلحة عن إسرائيل، وصف فيترمان التهديد بأنه "مخيب للآمال للغاية". في يونيو/حزيران 2024، زار فيترمان إسرائيل والتقى بالرئيس إسحاق هرتسوغ ورئيس الوزراء بنيامين نتنياهو. عن هذه المقابلة علق رئيس الوزارة نتنياهو: "لم يكن لإسرائيل صديق أفضل" من فيترمان. وقد أيد فيترمان موقف نتنياهو ضد أي وقف دائم لإطلاق النار يسمح لحماس بالبقاء فاعلة. في 26 مارس 2024، ندد فيترمان والممثل جوش جوتهايمر بإدارة بايدن لعدم تصويتها ضد قرار مجلس الأمن التابع للأمم المتحدة رقم 2728 "يطالب بوقف فوري لإطلاق النار خلال شهر رمضان، يلتزم به جميع الأطراف، مما يؤدي إلى وقف دائم لإطلاق النار، ويطالب أيضًا بالإفراج الفوري وغير المشروط عن جميع الرهائن".ذكرت مجلة نيويورك أن فيترمان عارض وقف إطلاق النار، وقال بدلاً من ذلك: "لنعد إلى القتل". كما قال إن على إسرائيل "قتلهم جميعاً". وأبلغ مكتب فيترمان صحيفة نيويورك أن هذه التصريحات كانت موجهة لحماس، وليس للمدنيين الفلسطينيين.
وصف فيترمان قضية الإبادة الجماعية التي رفعتها جنوب أفريقيا ضد إسرائيل بأنها "مروعة" وقال إن جنوب أفريقيا "يجب أن تتجنب هذه القضية".
في يناير 2025، كان فيترمان السيناتور الديمقراطي الوحيد الذي صوت مع جميع الجمهوريين لإغلاق باب النقاش حول مشروع قانون لمعاقبة المحكمة الجنائية الدولية ردًا على مذكرات الاعتقال ضد نتنياهو ووزير الدفاع الإسرائيلي يوآف غالانت.
في فبراير 2025، صرّح فيترمان بأنه سيدعم "دعمًا كاملًا" وجود القوات الأمريكية في غزة بعد أن قدّم الرئيس ترامب اقتراحه بشأن ملكية قطاع غزة. ووصف الاقتراح بأنه "استفزازي"، لكنه لم يستبعده، قائلاً إنه جزء من النقاش.